# Сура Ан-Намль
Сура Ан-Намль (араб. سورة النمل‎) або Мурахи — двадцять сьома сура Корану. Мекканська, містить 93 аяти.